# Hemerobius reconditus
Hemerobius reconditus is een insect uit de familie van de bruine gaasvliegen (Hemerobiidae), die tot de orde netvleugeligen (Neuroptera) behoort. 
Hemerobius reconditus is voor het eerst wetenschappelijk beschreven door Navás in 1914.